# Spaghetti all'assassina
Spaghetti all'assassina (Italiano: [spaˈɡetti allassasˈsiːna]; lit.  "espaguete do assassino"), também conhecido como spaghetti bruciati (Italiano: [spaˈɡetti bruˈtʃaːti]; lit.  "espaguete queimado"), é um prato feito com massa. Seu preparo é nitidamente diferente de outros pratos de espaguete; em vez de ser fervido em água salgada e finalizado com molho, o macarrão é cozido diretamente na panela (tradicionalmente de ferro fundido). Um caldo, normalmente feito de molho de tomate diluído em água, é gradualmente adicionado à frigideira à medida que a massa o absorve, semelhante a um risoto. À medida que o espaguete absorve o molho, ele cozinha diretamente na superfície da frigideira, desenvolvendo um escurecimento significativo e uma textura crocante distinta, única entre os pratos de massa.

## História

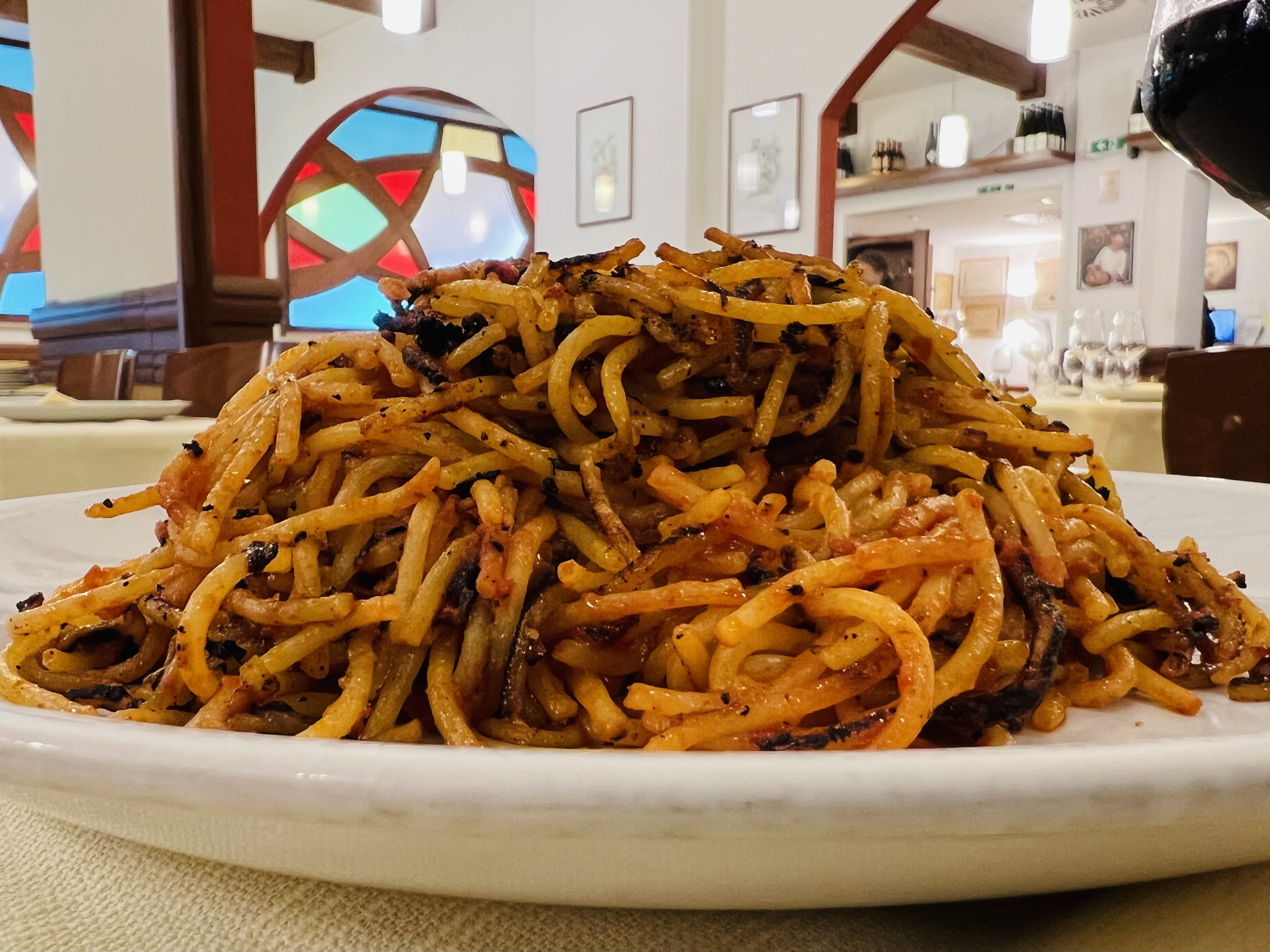
Spaghetti all'assassina servido no restaurante Al Sorso Preferito em Bari, Apúlia, onde se diz que o prato se originou

A estreia do spaghetti all'assassina nos cardápios dos restaurantes provavelmente ocorreu no final dos anos 1960 e início dos anos 1970. Alguns atribuem o prato original ao restaurante Marc'Aurelio, no centro da cidade de Bari, que acabou fechando. No entanto, de acordo com Felice Giovine, um historiador da culinária apuliana, o spaghetti all'assassina é originário do Al Sorso Preferito, um restaurante no centro da cidade de Bari, onde foi criado em 1967 pelo chef Enzo Francavilla, da Foggia, a pedido de dois clientes do norte da Itália. Devido ao seu sabor picante, eles chamaram Francavilla de assassino, uma palavra da qual o nome do prato derivou mais tarde. Essa também é a versão dos eventos preferida pela Accademia dell'Assassina, um grupo de especialistas e entusiastas da culinária fundado em Bari em 2013 para proteger contra a difusão da receita.
O spaghetti all'assassina foi imediatamente muito bem-sucedido e se espalhou por toda a cidade, mas na década de 1980 começou a desaparecer. Foi trazido de volta à moda em 2013 pela Accademia dell'Assassina, ganhando popularidade graças a menções subsequentes na cultura popular: a notoriedade veio principalmente do episódio Spaghetti all'assassina da série da RAI Le indagini di Lolita Lobosco (2021).

## Preparação
O spaghetti all'assassina é semelhante em preparação à pasta risottata (Italiano: [ˈpasta rizotˈtaːta]), massa preparada no estilo do risoto, ou seja, cozida diretamente no caldo. O caldo usado para o spaghetti all'assassina geralmente consiste em uma proporção de 1:1 a 2:1 de água e molho de tomate; menos água é necessária se o molho de tomate for obtido pela mistura de tomates frescos em um processador de alimentos. Ao contrário de outros pratos de pasta risottata, o espaguete pode tocar diretamente a superfície da panela antes de adicionar doses adicionais de caldo. Isso faz com que o espaguete frite e carbonize, contribuindo para sua textura crocante. O macarrão de corte de bronze geralmente não é recomendado para o spaghetti all'assassina, por liberar muito amido durante o cozimento, interferindo no escurecimento. O spaghetti all'assassina costuma ser apimentado: pimenta vermelha esmagada, pimenta em pó ou pimentas chili secas ou frescas são adicionadas durante o cozimento ou usadas como guarnição. A escritora de culinária italiana Rachel Roddy escreve que o all'assassina deve ser "queimado, crocante e ardente".